# Middleton
Middleton este un oraș în cadrul districtul metropolitan Rochdale în comitatul Greater Manchester, regiunea North West, Anglia. 